# Cal Tudela (Vilanova de Bellpuig)
Cal Tudela és un monument del municipi de Vilanova de Bellpuig (Pla d'Urgell) inclòs en l'Inventari del Patrimoni Arquitectònic de Catalunya.

## Descripció
Casa de carreus de pedra. Consta de tres plantes. A la planta baixa una entrada porticada composta de tres arcs de mig punt rebaixats i dos arcs de mig punt. Als costats dues arcades de mig punt rebaixat. Tots aquests arcs estan suportats per pilastres de forma octogonal. La planta noble té quatre finestres i una porta sortida de balcó. La planta superior té cinc obertures quadrades.
Balustrada
La balconada de Cal Tudela es compon d'un fris calat i decorat amb motius florals. Dona la imatge de ser un gran fris de pedra corregut, ja que la seva llargada és de 6 m. La decoració parteix de l'esquema d'arcuacions que recorden els paràmetres paleocristians. Centra l'espai una forma floral de quatre fulles que està cenyida als angles de l'arc per unes fulles trevolades. Els arcs reposen damunt uns petits capitells amb volutes; sota aquests un pilar amb el fust estriat es planta sobre una base amb toro i escòcia. A la part inferior, els pilars es relacionen entre si a partir d'unes tiges corbades amb una forma vegetal al mig.
Festejadors
Formats per dos bancs de pedra simètrics i enfrontats. La part del terra està decorada amb rajoles. El banc dona a una balconada i estan situats a la sala principal de la casa. La seva funció és purament romàntica, ja que van ser creats per a permetre la conversa dels enamorats davant tota la família. Realitzats cap a 1750, quan es renovà el pis noble.
A la casa es conserva una imatge de la Mare de Déu del Carme barroca.

## Història
Cal Tudela era una família de pagesos amb poder econòmic dins la població.